# Професор Вільчур (роман)
Професор Вільчур (пол. Profesor Wilczur) — роман Тадеуша Доленга-Мостовича, що є сиквелом до роману «Знахар». Вперше опублікований 1939 року.

## Сюжет
Після того, як у Рафала Вільчура відновлюється пам'ять, він знову повертається до своєї колишньої роботи в клініці. Проте інтриги його колишнього заступника, доктора Добранецького, призводять Вільчура до зневіри. Зрештою, він вирішує покинути столицю та йде жити в сільську місцевість, де відчуває себе більш потрібним у ролі знахаря.

## Екранізація
«Професор Вільчур» — фільм, що вийшов на рік скоріше від роману (1938). Режисер — Міхал Вашинський.